# Antonio Bioni
Antonio Bioni (Venezia, 1698 – Vienna, 1739) è stato un compositore e cantante italiano attivo soprattutto in Boemia e in Slesia.

## Biografia
Figlio di un sarto della zona di Rialto, studiò musica con Giovanni Porta e nel 1720 debuttò come cantante a Udine, cantando nelle opere del suo insegnante. Successivamente si esibì in altri lavori teatrali nei palcoscenici di Chioggia, Ferrara, Venezia e Baden-Baden.
Nel 1724 con la compagnia teatrale dei Peruzzi si recò a Praga per degli ingaggi. Durante il viaggio verso la capitale boema, diede a Kuks l'Orlando furioso, il suo lavoro più noto; l'opera fu ripresa e rimessa in scena per l'inaugurazione teatro Sporck di Praga il 23 ottobre dello stesso anno. Successivamente sino il 1734 fu attivo sempre come operista a Breslavia, per il quale teatrale produsse ben 24 lavori; durante questo periodo fu per alcune stagioni operistiche anche a Praga. In seguito si recò a Vienna, dove nel 1738 rappresentò Girita e nel 1739 La pace fra la virtù e la bellezza sui versi di Pietro Metastasio, una serenata che fu dedicata alla futura imperatrice Maria Teresa d'Austria. Questo è l'ultima informazione che ci giunge sul conto di Bioni.

## Considerazioni sull'artista
L'importanza di Bioni sta soprattutto nell'ambito dell'opera lirica. È tuttavia difficile costruire un quadro generale del compositore, dato che poca della sua musica è giunta sino a noi. Era senza dubbio un operista con talento e molto apprezzato dal pubblico nella sua epoca, anche se ricevette dei giudizi negativi da Johann Mattheson. Egli fu tra i primi compositori che contribuirono alla diffusione dell'opera italiana in Germania.

## Lavori

### Opere
- Orlando furioso (dramma per musica, libretto di Grazio Braccioli, da Ludovico Ariosto, 1724, Kuks)
- Armida abbandonata (dramma per musica, libretto di Francesco Silvani, basato sul poema Gerusalemme liberata di Torquato Tasso, 1725, Praga)
- Armida al campo (dramma per musica, libretto di Francesco Silvani, basato sul poema Gerusalemme liberata di Torquato Tasso, 1726, Brelavia)
- Endimione (opera pastorale, Francesco Mazzari o Pietro Metastasio, 1727, Breslavia)
- Lucio Vero (dramma per musica, libretto di Apostolo Zeno, 1727, Breslavia)
- Attalo ed Arsione (dramma per musica, libretto di Grazio Braccioli, 1727, Breslavia)
- Artabano re dei Parti (dramma per musica, libretto di Antonio Marchi, 1728, Breslavia)
- Filindo (dramma per musica, libretto di Pietro d'Averara, 1728, Breslavia)
- La fede tradita e vendicata (dramma per musica, libretto di Francesco Silvani, 1729, Breslavia)
- L'innocenza riconosciuta in Engelberta (dramma per musica, libretto di Apostolo Zeno, 1729, Breslavia)
- Andromaca (dramma per musica, libretto di Apostolo Zeno, 1730, Breslavia)
- Ercole sul Termodonte (dramma per musica, libretto di S. Burigotti, 1730, Breslavia)
- Adone (pastorale per musica, libretto di A. Denzio, 1731, Praga)
- Siroe, rè di Persia (dramma per musica, libretto di S. Burigotti o Pietro Metastasio, 1732, Breslavia)
- Silvia (dramma per musica, libretto di Enrico Bissari, 1732, Breslavia)
- Lucio Papirio (dramma per musica, libretto di Antonio Salvi, 1732, Breslavia)
- La verità conosciuta (dramma per musica, 1732, Breslavia)
- Demetrio (dramma per musica, libretto di Pietro Metastasio, 1732, Breslavia)
- Issipile (musicalische Oper, libretto di Pietro Metastasio, 1732, Breslavia)
- Alessandro Severo (dramma per musica, libretto di Apostolo Zeno, 1733, Breslavia)
- L'odio placato (dramma per musica, libretto di Francesco Silvani, 1733, Breslavia)
- Alessandro nell'Indie (dramma per musica, libretto di Pietro Metastasio, 1734, Breslavia)
- La pace fra la virtù e la bellezza (serenata, libretto di Pietro Metastasio, 1739, Vienna)

### Opere dubbie
- Climene (1721, Chioggia)
- Mitridate (1722, Ferrara)
- Cajo Mario (1722, Ferrara)
- Arsinoe (1728)
- Nissa ed Elpino (1728)
- Girita (1738, Vienna)

### Altri lavori
- Messa in re maggiore per 4 voci, 2 violini, viola, oboe e organo
- Serenata (1732, Breslavia)
- 3 arie per 1 voce e strumenti
- 2 duetti per 2 voci e basso continuo
- Aria per 1 voce, 2 violini, viola e organo
- Ouverture in re maggiore